# Казанова Мадона Паче-Сан Ђовани (Ријети)
Казанова Мадона Паче-Сан Ђовани је насеље у Италији у округу Ријети, региону Лацио.
Према процени из 2011. у насељу је живело 50 становника. Насеље се налази на надморској висини од 933 м.